# Giuliano (football)
Pour les articles homonymes, voir Giuliano.
Giuliano Victor de Paula, né le 31 mai 1990 à Curitiba au Brésil, est un footballeur international brésilien. Il joue au poste de milieu offensif à l'Athletico Paranaense.

## Biographie

### Carrière en club

#### Paraná Clube (2007-2008)
Gulianio commence sa carrière dans le club brésilien de Paraná Clube, mais il ne peut empêcher sa descente du club en Série B dès sa première année en professionnel. Convaincu d'avoir une pépite Paraná Clube lui fait signer son premier contrat professionnel à l'âge de 17 ans.

#### SC Internacional (2009-2010)
Mais le club ne peut résister les offres de Série A comme SC Internacional qui enrôle le joueur pour 4,7 M€ en janvier 2009.
Il est un joueur indispensable dans l'effectif de SC Internacional mais les sirènes européennes cherchent à attirer le joueur...

#### FK Dnipro (2011-2014)
Le 20 janvier 2011, il signe en Ukraine dans le club du FK Dnipro pour un montant de 13 M€.

#### Zénith Saint-Pétersbourg (2016-2017)
Il est à la fois meilleur buteur et meilleur passeur de la Ligue Europa 2016-2017 avec le Zenit.

#### Fenerbahçe SK (2017-2018)
Le 11 août 2017, il signe en Turquie dans le club du Fenerbahçe SK.

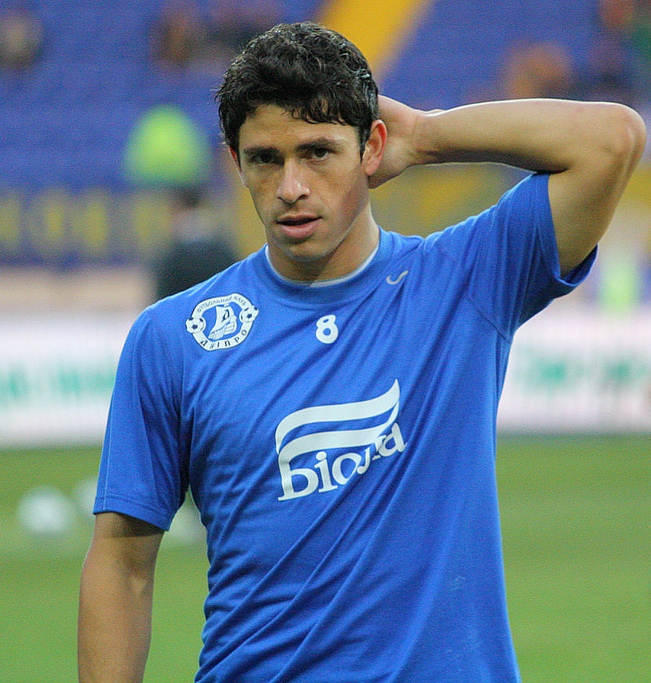
Giuliano avec le FK Dnipro

### En équipe nationale
Il participe et remporte en 2007 le Championnat des moins de 17 ans de la CONMEBOL avec le Brésil il participe à cinq matchs, puis quelques mois plus tard il participe donc à la Coupe du monde des moins de 17 ans (4 matchs pour 2 buts) où le Brésil se fait éliminer contre le Ghana en huitième de finale. 
Deux ans plus tard il participe avec les moins de 20 ans au Championnat des moins de 20 ans de la CONMEBOL où il remporte également ce tournoi, il participe à 8 matchs pour 2 buts inscrits.
En octobre 2009, il atteint avec le Brésil la finale de la Coupe du monde des moins de 20 ans perdant aux tirs au but contre le Ghana (6 matchs pour 1 but). Durant ce tournoi il est même élu troisième meilleur joueur.
Le 7 octobre 2010, Giuliano honore sa première sélection avec l'équipe du Brésil contre l'Iran (3-0) en rentrant à la 61e minute à la place de son compatriote Carlos Eduardo.

## Palmarès

### En club
| - SC Internacional - Recopa Sudamericana - Finaliste : 2008. - Copa Libertadores - Vainqueur : 2010. |

### En sélection nationale
| - Brésil - 17 ans - Championnat des moins de 17 ans de la CONMEBOL - Vainqueur : 2007. |  | - Brésil - 20 ans - Championnat des moins de 20 ans de la CONMEBOL - Vainqueur : 2009. - Coupe du monde des moins 20 ans - Finaliste : 2009. |

### Distinction personnelle
- 2009 : 3e meilleur joueur de la Coupe du monde des - 20 ans.

## Carrière
| Saison      | Club             | Pays         | Championnat        | Coupe nationale  | Coupe continentale                   | Sélection Brésil |
| ----------- | ---------------- | ------------ | ------------------ | ---------------- | ------------------------------------ | ---------------- |
| 2007        | Paraná Clube     | Série A      | 10 matchs / 1 but  | -                | -                                    | -                |
| 2008        | Paraná Clube     | Série B      | 30 matchs / 5 buts | 6 matchs / 1 but | -                                    | -                |
| 2009        | SC Internacional | Série A      | 27 matchs / 5 buts | 5 matchs         | 1 match (RS)                         | -                |
| 2010        | SC Internacional | Série A      | 29 matchs / 6 but  | -                | 13 + 2 matchs / 6 + 0 buts (CL + CM) | 2 matchs         |
| 2010 - 2011 | FK Dnipro        | Premyer Liha | 11 matchs          | -                | -                                    | -                |
| 2011 - 2012 | FK Dnipro        | Premyer Liha | 12 matchs / 1 but  | 1 match          | 2 matchs (C3)                        | -                |

Dernière mise à jour le 10 février 2016